# حاکم ده چین
حاکم ده از چین (به چینی: 秦宣公؛ ۷۱۰–۶۷۶ پ. م)؛ فرمانروای ایالت چین در دودمان ژو از ۶۷۷ پ. م تا ۶۷۶ پ. م بود. ایالت چین در آینده همه کشور چین را یکپارچه ساخت و تبدیل به دودمان چین شد. نام اجدادی او یینگ (嬴) و حاکم ده نام پسامرگ او بود.
حاکم ده دومین پسر از سه پسر پدرش حاکم شیان چین بود. برادر ناتنی کوچکتر او چوزی اولین کسی بود که در سال ۷۰۴ پ. م جانشین حاکم شیان شد، اما شش سال بعد کشته شد. برادر بزرگتر او حاکم وو چین سپس بر تخت سلطنت نشست و ۲۰ سال سلطنت کرد. اگرچه حاکم وو پسری به نام بای (白) داشت، ولی او در پایتخت پینگ یانگ مورد حمله قرار گرفت و در سال ۶۷۸ پ. م درگذشت و حاکم ده جانشین او شد.
در اولین سال سلطنت خود، حاکم ده پایتخت را به یونگ (در فنگ شیانگ، شاآنشی امروزی) منتقل کرد، که تا تقریباً سه قرن بعد و سال ۳۸۳ پ. م، زمانی که حاکم شیان (شیشی) پایتخت را به یو یانگ منتقل کرد، پایتخت چین باقی ماند. با این حال، حاکم ده تنها دو سال سلطنت کرد و در سال ۶۷۶ پ. م در ۳۴ سالگی درگذشت.